# انتزاع‌گرایی هندسی

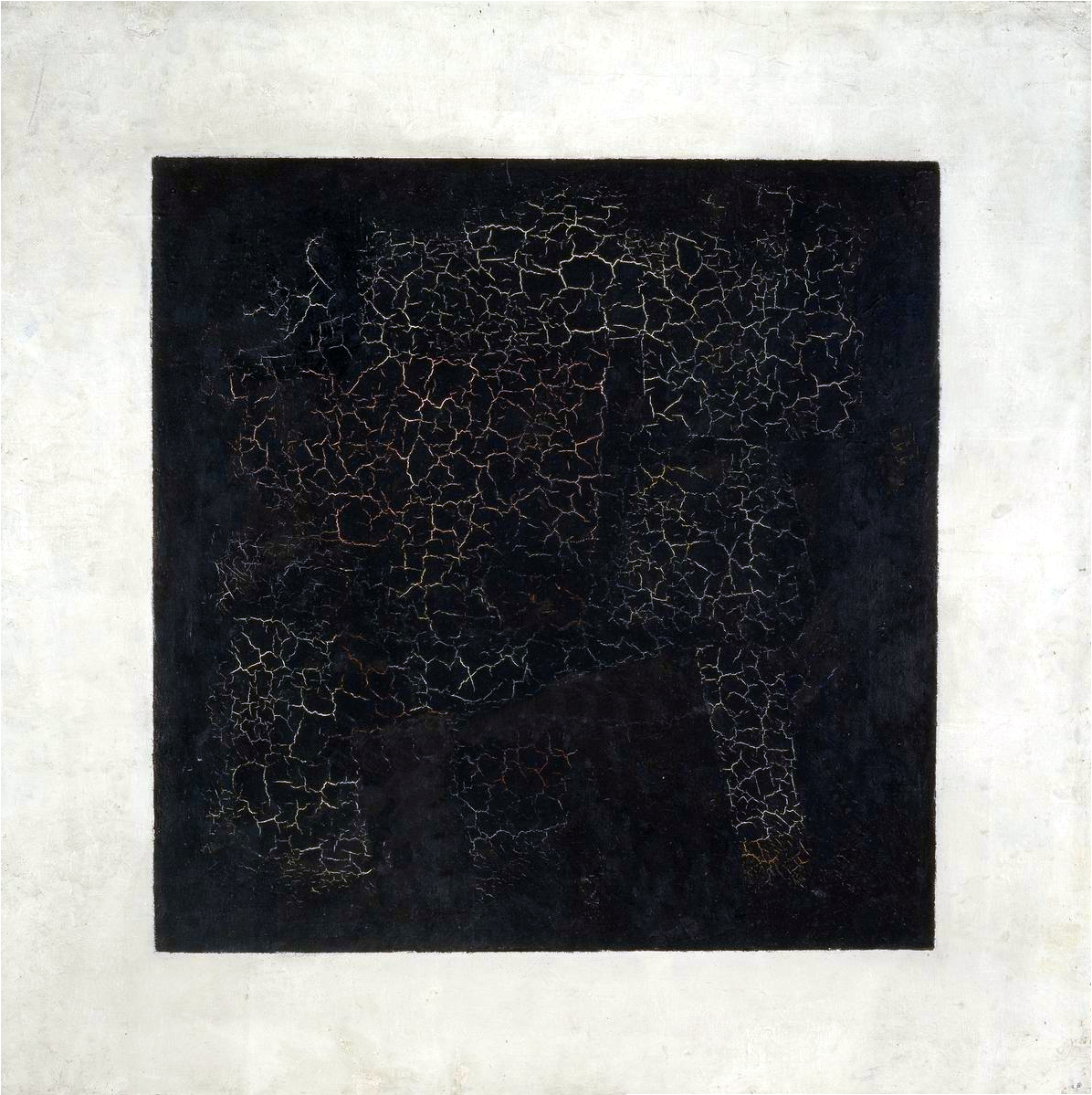
انتزاع‌گرایی هندسی

انتزاع‌گرایی هندسی یکی از شاخه‌های هنر انتزاعی در سدهٔ بیستم است که بنای آن بر به‌کارگیری شکل‌های هندسی دوبعدی یا سه‌بعدی و خطوط صریح و قاطع و رنگ‌های ناب و یکدست برای شکل بخشیدن به مقولات و مفاهیمی چون انضباط، تعادل، توازن و ساماندهی و حتی تناسبات هندسی و معادلات ریاضی شکل می‌گیرد.